# Palaeoneura tayalum
Palaeoneura tayalum is een vliesvleugelig insect uit de familie Mymaridae. De wetenschappelijke naam is voor het eerst geldig gepubliceerd in 1975 door Taguchi.